# توم أونيل
توم أونيل هو لاعب هوكي الجليد ومحامي كندي، ولد في 28 سبتمبر 1923 في Deseronto ‏ في كندا، وتوفي في 13 فبراير 1973.

## وصلات خارجية
- توم أونيل على موقع دوري الهوكي الوطني (الإنجليزية)
- توم أونيل على موقع قاعة مشاهير الهوكي (لاعب أن.إتش.أل) (الإنجليزية)
- توم أونيل على موقع EliteProspects.com (الإنجليزية)
- توم أونيل على موقع Hockey-Reference.com (الإنجليزية)